# 일본펜클럽

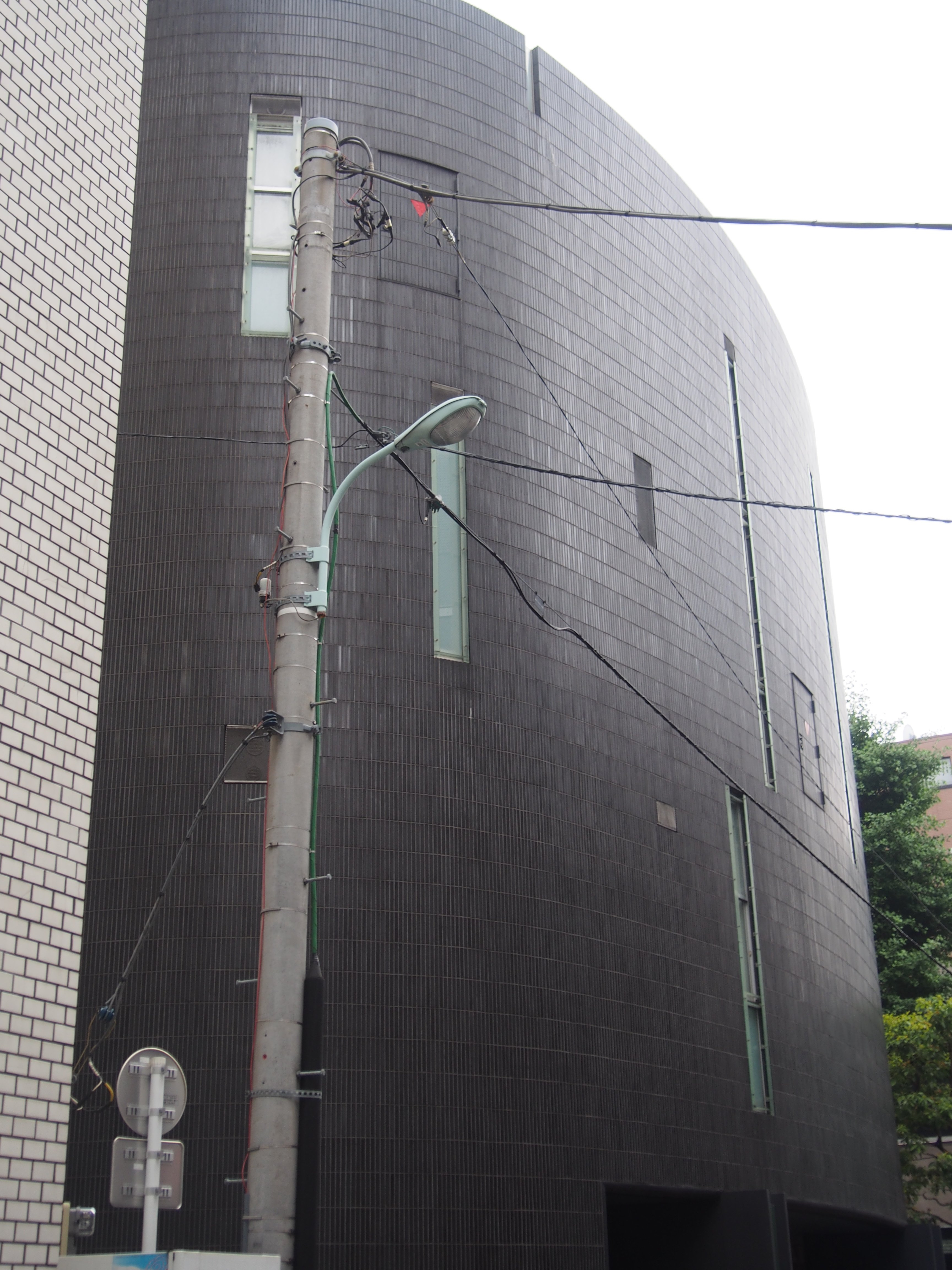

일반사단법인 일본펜클럽(일본어: 一般社団法人日本ペンクラブ)은 국제펜클럽의 일본 지부이자, 일본의 문필가들로 구성된 사단법인이다. 예전에는 외무성 소관이었다.
창작활동가, 언론인 등으로 조직되어 언론의 자유, 표현의 자유, 출판의 자유를 옹호하고, 국제적 문화교류의 증진을 목적으로 활동한다.